# Cercle européen d'étude des gentianacées

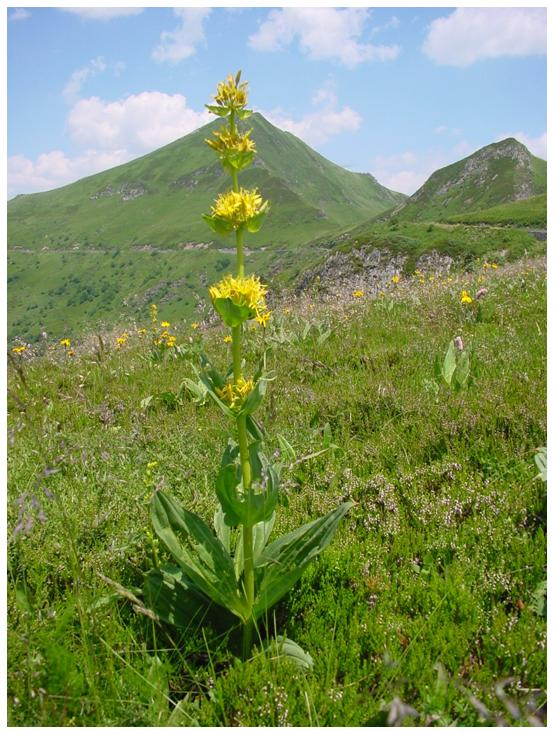
Gentiane jaune au Puy Mary (Cantal).

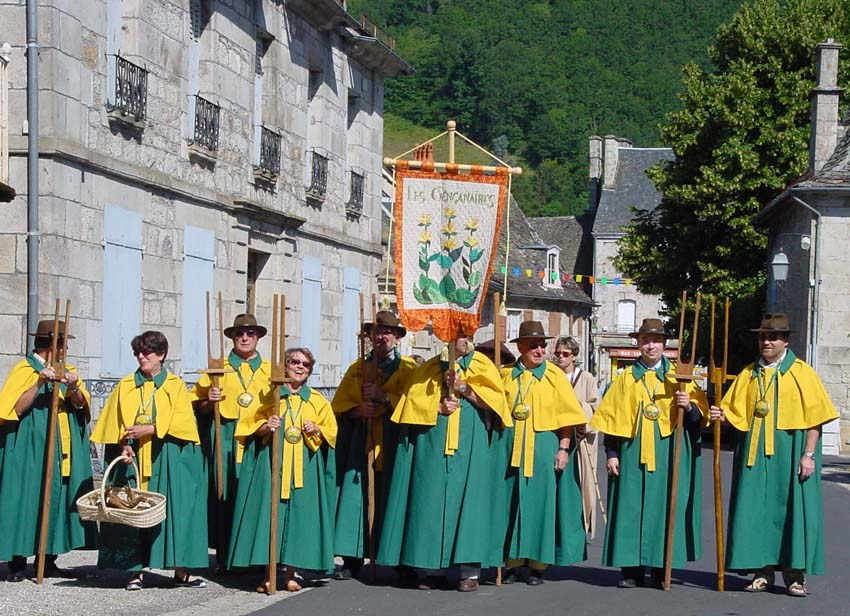
Confrérie des Gençanaires.

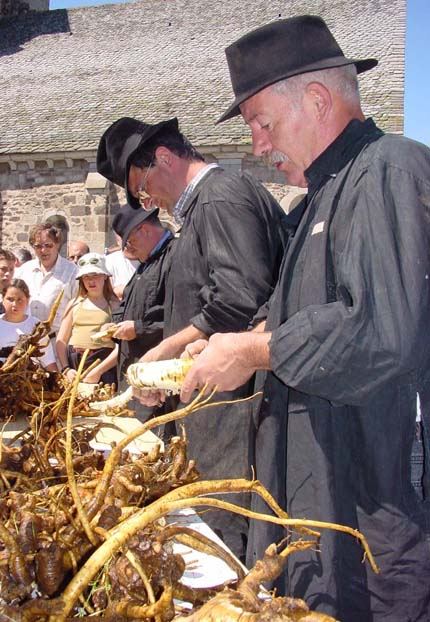
Préparation des racines de gentiane.

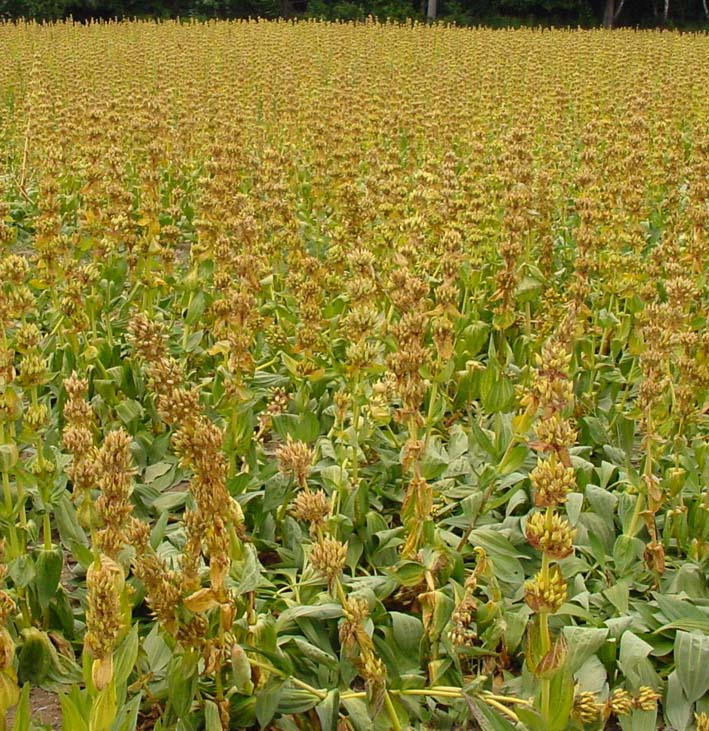
Champ de gentianes jaunes G.lutea L.

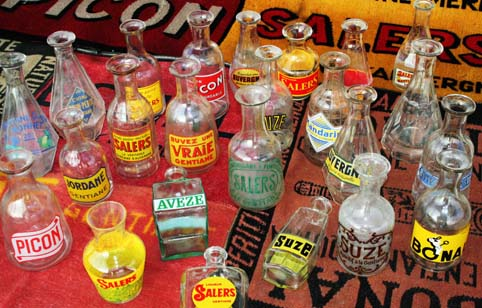
Exposition de carafes de gentianes, 2006.

Le Cercle Européen d'Étude des Gentianacées (CEEG) est une association culturelle suisse, seul cercle en Europe consacré aux Gentianes. Il a été fondé en 1993 et la direction est assurée par Charles Jolles, Henri de Seidlitz et Guilhem Mansion. 
Il a pour but de favoriser la connaissance et les échanges d'informations concernant toutes les espèces appartenant à la famille des Gentianacées et notamment la gentiane jaune ou grande gentiane (Gentiana lutea L.).

## Champs d'activité
En pratique, le Cercle s'intéresse aux gentianes sous les aspects suivants :
- agronomique ;
- botanique et biologique ;
- culturel et artistique ;
- gustatif et gastronomique ;
- économique, industriel et artisanal ;
- géographique et géologique ;
- historique ;
- juridique et législatif ;
- patrimoine industriel ;
- publicitaire et promotionnel ;
- scientifique (recherche fondamentale et appliquée) ;
- thérapeutique (médecine et pharmacie) ;

ainsi que sous les angles suivants :
- symbole de l'identité régionale et locale ;
- patrimoine et traditions populaires.

Le CEEG réunit environ 500 professionnels, industriels, artisans, chercheurs, restaurateurs, passionnés ou simples amateurs de gentianes issus pour la plupart de France, de Suisse, d'Allemagne, d'Autriche et d'Italie mais aussi d'autres pays européens.
Le CEEG publie une revue, le Bulletin du Cercle Européen d'Étude des Gentianacées. 
Le CEEG est partenaire de nombreuses manifestations, expositions ou fêtes consacrées aux gentianes. Il est largement associé aux activités de la Confrérie des Gençanaïres basée à Riom-ès-Montagnes (Cantal, Auvergne).

Organisation et soutien d'activités variées
Le CEEG est un centre d'information et de documentation
- réponses aux demandes d'informations de particuliers et de professionnels
- élaboration d'articles dans la presse grand public et scientifique
- diffusion d'ouvrages sur les gentianes
- mise en contact des membres
- appel à des spécialistes extérieurs le cas échéant

Travaux de recherches
- recherches bibliographiques
- participation et mise en route de travaux de recherches en collaboration avec des équipes de chercheurs
- collaboration à des travaux de licence, maîtrise et doctorat

Partenaire de l'économie publique et privée
- Promotion des gentianes en tant que symbole identitaire régional et local
- Valorisation des activités artisanales ou industrielles liées à l'utilisation de la gentiane jaune
- Reconnaissance de l'importance de la gentiane dans la tradition, les coutumes et dans le patrimoine national, régional ou local

Le CEEG: un partenaire pour l'organisation de manifestations à caractère culturel et promotionnel en collaboration avec les représentants de l'économie publique:
- les conseils généraux, régionaux et les cantons
- les parcs nationaux et régionaux
- les groupements de communes et les communes
- les collectivités locales
- les universités, les musées et les bibliothèques
- les jardins botaniques
- les autres associations dans le domaine de la botaniques, des sciences naturelles, du tourisme…

Le CEEG: un partenaire pour le développement et un appui promotionnel pour les produits et pour les activités liées à l'économie privée:
- les firmes fabriquant des apéritifs (Avèze, Suze, Salers, Bonal, Couderc Gentiane…), des eaux-de-vie (Distilleries Michel, Boroni, Grassl…) et des boissons à base de gentiane (bières, Bougnat Cola…)
- les artisans, les restaurateurs, les hôteliers…
- les firmes pharmaceutiques commercialisant des produits contenant de la gentiane
- l'ensemble des autres professionnels liés à la gentiane: arracheurs, ramasseurs, négociants et distributeurs de plantes, herboristes, horticulteurs…